# Espectrometria de masses d'ions secundaris

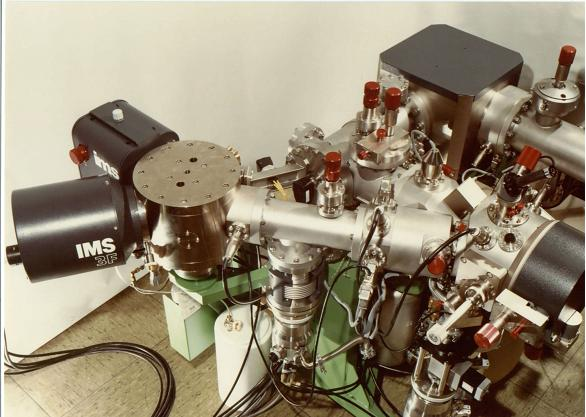
Antic SIMS de sector magnètic, model IMS 3f, succeït pels models 4f, 5f, 6f, 7f i, més recentment, 7f-Auto, llançat el 2013 pel fabricant CAMECA.

L'espectrometria de masses d'ions secundaris (SIMS) és una tècnica utilitzada per analitzar la composició de superfícies sòlides i pel·lícules primes mitjançant la polvorització de la superfície de la mostra amb un feix d'ions primaris enfocat i la recollida i anàlisi dels ions secundaris expulsats. Les relacions massa/càrrega d'aquests ions secundaris es mesuren amb un espectròmetre de masses per determinar la composició elemental, isotòpica o molecular de la superfície a una profunditat d'1 a 2 nm. A causa de la gran variació en les probabilitats d'ionització entre elements obtinguts per polvorització catòdica a partir de diferents materials, cal comparar-los amb estàndards ben calibrats per obtenir resultats quantitatius precisos. SIMS és la tècnica d'anàlisi de superfícies més sensible, amb límits de detecció elementals que van des de parts per milió fins a parts per mil milions.

## Història
El 1910, el físic britànic JJ Thomson va observar una alliberació d'ions positius i àtoms neutres des d'una superfície sòlida induïda per bombardeig iònic. La millora de la tecnologia de les bombes de buit a la dècada del 1940 va permetre els primers experiments prototip en SIMS per Herzog i Viehböck el 1949, a la Universitat de Viena, Àustria. A mitjans de la dècada del 1950, Honig va construir un instrument SIMS als Laboratoris RCA de Princeton, Nova Jersey. Aleshores, a principis dels anys seixanta, es van desenvolupar dos instruments SIMS de manera independent. Un va ser un projecte americà, dirigit per Liebel i Herzog, patrocinat per la NASA a GCA Corp, Massachusetts, per analitzar roques lunars, i l'altre va ser a la Universitat de París-Sud a Orsay per R. Castaing per a la tesi doctoral de G. Slodzian. Aquests primers instruments es basaven en un espectròmetre de masses de camp sectorial magnètic de doble enfocament i utilitzaven argó per als ions del feix primari.
A la dècada del 1970, K. Wittmaack i C. Magee van desenvolupar instruments SIMS equipats amb analitzadors de massa quadrupolars. Més o menys al mateix temps, A. Benninghoven va introduir el mètode de SIMS estàtic, on la densitat de corrent iònic primari és tan petita que només una fracció insignificant (normalment l'1%) de la primera capa superficial és necessària per a l'anàlisi de la superfície. Els instruments d'aquest tipus utilitzen fonts d'ions primàries pulsades i espectròmetres de masses de temps de vol i van ser desenvolupats per Benninghoven, Niehuis i Steffens a la Universitat de Münster, Alemanya, i també per Charles Evans & Associates. El disseny de Castaing i Slodzian va ser desenvolupat a la dècada de 1960 per l'empresa francesa CAMECA SAS i utilitzat en ciència de materials i ciència de superfícies. Recentment els desenvolupaments se centren en noves espècies d'ions primaris com el C60+, cúmuls ionitzats d'or i bismut, o grans feixos d'ions en cúmuls de gas (per exemple, Ar700+). La microsonda iònica d'alta resolució sensible (SHRIMP) és un instrument de sector SIMS de gran diàmetre i doble enfocament basat en el disseny de Liebl i Herzog, i produït per Australian Scientific Instruments a Canberra, Austràlia.

## Instrumentació

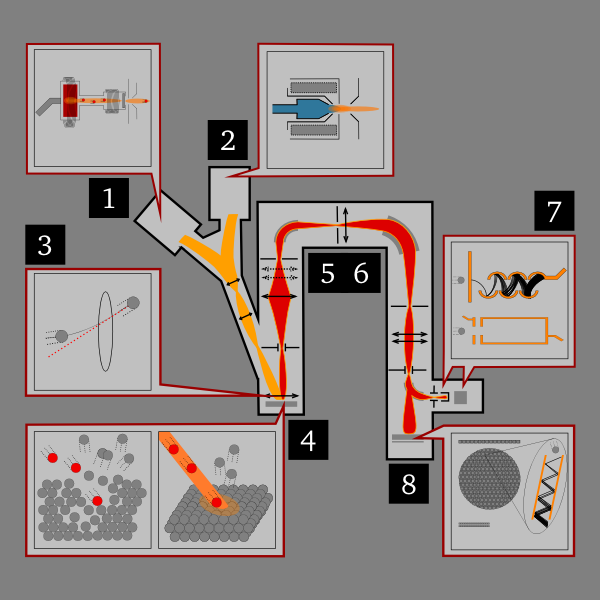
Esquema d'un instrument SIMS dinàmic típic. Els ions d'alta energia (normalment diversos keV) són subministrats per un canó d'ions (1 o 2) i enfocats a la mostra objectiu (3), que ionitza i expulsa alguns àtoms de la superfície (4). Aquests ions secundaris es recullen mitjançant lents iòniques (5) i es filtren segons la massa atòmica (6), i després es projecten sobre un multiplicador d'electrons (7, a dalt), una copa de Faraday (7, a baix) o una pantalla CCD (8).

Un espectròmetre de masses d'ions secundaris consta de (1) un canó d'ions primaris que genera el feix d'ions primaris, (2) una columna d'ions primaris, que accelera i enfoca el feix sobre la mostra (i en alguns dispositius una oportunitat per separar les espècies d'ions primaris mitjançant un filtre de Wien o per pulsar el feix), (3) una cambra de mostra d'alt buit que conté la mostra i la lent d'extracció d'ions secundaris, (4) un analitzador de masses que separa els ions segons les seves relacions massa-càrrega i (5) un detector.

### Buit-
El SIMS requereix un alt buit amb pressions inferiors a 10-4 Pa (aproximadament 10-6 mbar o torr). Això és necessari per garantir que els ions secundaris no xoquin amb els gasos de fons en el seu camí cap al detector (és a dir, el recorregut lliure mitjà de les molècules de gas dins del detector ha de ser gran en comparació amb la mida de l'instrument), i també limita la contaminació superficial per adsorció de partícules de gas de fons durant la mesura.

### Font d'ions primària
S'utilitzen tres tipus de canons d'ions. En un, els ions d'elements gasosos se solen generar amb duoplasmatrons o per ionització d'electrons, per exemple gasos nobles ( 40Ar+ Xe+), oxigen ( 16O−, 16O2 +, 16O2− ), o fins i tot molècules ionitzades com ara SF5+ (generat a partir de SF6) o C60+ (ful·lerè). Aquest tipus de canó d'ions és fàcil d'operar i genera feixos d'ions de corrent elevat però aproximament enfocats. Un segon tipus de font, la font d'ionització superficial, genera ions primaris 133Cs+. Els àtoms de cesi s'evaporen a través d'un tap porós de tungstè i s'ionitzen durant l'evaporació. Depenent del disseny de la pistola, es pot obtenir un enfocament fi o un corrent elevat. Un tercer tipus de font, la pistola d'ions metàl·lics líquids (LMIG), funciona amb metalls o aliatges metàl·lics, que són líquids a temperatura ambient o lleugerament superior. El metall líquid recobreix una punta de tungstè i emet ions sota la influència d'un camp elèctric intens. Tot i que una font de gal·li pot funcionar amb gal·li elemental, les fonts d'or, indi i bismut desenvolupades recentment utilitzen aliatges que redueixen els seus punts de fusió. L'LMIG proporciona un feix d'ions fermament enfocat (<50 nm) amb intensitat moderada i, a més, és capaç de generar feixos d'ions pulsats curts. Per tant, s'utilitza habitualment en dispositius SIMS estàtics.
L'elecció de l'espècie iònica i del canó d'ions, respectivament, depèn del corrent requerit (pulsat o continu), de les dimensions requerides del feix d'ions primari i de la mostra que s'ha d'analitzar. Els ions primaris d'oxigen s'utilitzen sovint per investigar elements electropositius a causa d'un augment de la probabilitat de generació d'ions secundaris positius, mentre que els ions primaris de cesi s'utilitzen sovint quan s'investiguen elements electronegatius. Per a feixos d'ions pulsats curts en SIMS estàtics, els LMIG s'utilitzen amb més freqüència per a l'anàlisi; es poden combinar amb una pistola d'oxigen o una pistola de cesi durant el perfil de profunditat elemental, o amb una font d'ions C60+ o de clúster de gas durant el perfil de profunditat molecular.

### Analitzador de masses
Segons el tipus de SIMS, hi ha tres analitzadors bàsics disponibles: de sector, quadrupol i de temps de vol. Un espectròmetre de masses de camp sectorial utilitza una combinació d'un analitzador electroestàtic i un analitzador magnètic per separar els ions secundaris per la seva relació massa-càrrega. Un analitzador de masses quadrupolar separa les masses mitjançant camps elèctrics ressonants, que només permeten el pas de les masses seleccionades. L'analitzador de massa de temps de vol separa els ions en una trajectòria de deriva lliure de camp segons la seva velocitat. Com que tots els ions posseeixen la mateixa energia cinètica, la velocitat i, per tant, el temps de vol varia segons la massa. Requereix la generació d'ions secundaris pulsats mitjançant un canó d'ions primaris pulsats o una extracció d'ions secundaris pulsats. És l'únic tipus d'analitzador capaç de detectar tots els ions secundaris generats simultàniament, i és l'analitzador estàndard per a instruments SIMS estàtics.

### Detector
Una copa de Faraday mesura el corrent iònic que colpeja una copa metàl·lica i de vegades s'utilitza per a senyals d'ions secundaris d'alt corrent. Amb un multiplicador d'electrons, l'impacte d'un sol ió inicia una cascada d'electrons, que resulta en un pols de 108 electrons, que es registra directament. Un detector de plaques de microcanals és similar a un multiplicador d'electrons, amb un factor d'amplificació més baix però amb l'avantatge de la detecció resolta lateralment. Normalment es combina amb una pantalla fluorescent, i els senyals es graven amb una càmera CCD o amb un detector de fluorescència.

## Límits de detecció i degradació de la mostra
Els límits de detecció per a la majoria d'elements traça es troben entre 1012 i 1016 àtoms per centímetre cúbic, depenent del tipus d'instrumentació utilitzada, el feix d'ions primaris utilitzat, l'àrea analítica i altres factors. Mostres tan petites com grans de pol·len individuals i microfòssils poden donar resultats mitjançant aquesta tècnica.
La quantitat de craterització superficial creada pel procés depèn del corrent (pulsat o continu) i de les dimensions del feix d'ions primaris. Tot i que només s'utilitzen ions secundaris carregats emesos per la superfície del material a través del procés de pulverització catòdica per analitzar la composició química del material, aquests representen una petita fracció de les partícules emeses per la mostra.

## Modes estàtics i dinàmics
En el camp de l'anàlisi de superfícies, és habitual distingir entre SIMS estàtics i SIMS dinàmics. El SIMS estàtic és el procés implicat en l'anàlisi de monocapa atòmica superficial, o anàlisi molecular superficial, generalment amb un feix d'ions pulsats i un espectròmetre de masses de temps de vol, mentre que el SIMS dinàmic és el procés implicat en l'anàlisi a granel, estretament relacionat amb el procés de pulverització catòdica, utilitzant un feix d'ions primaris de corrent continu i un espectròmetre de masses de sector magnètic o quadrupol.
L'espectrometria de masses d'ions secundaris dinàmics (DSIMS) és una eina potent per caracteritzar superfícies, incloent-hi la composició elemental, molecular i isotòpica, i es pot utilitzar per estudiar l'estructura de pel·lícules primes, la composició de polímers i la química superficial dels catalitzadors. DSIMS va ser desenvolupat per John B. Fenn i Koichi Tanaka a principis dels anys vuitanta. El DSIMS s'utilitza principalment a la indústria dels semiconductors.

## Aplicacions
L'instrument COSIMA a bord de la Rosetta va ser el primer instrument a determinar la composició de la pols cometària in situ amb espectrometria de masses d'ions secundaris durant les aproximacions de la nau espacial al cometa 67P/Churyumov-Gerasimenko del 2014 al 2016.
SIMS s'utilitza per a fins de garantia de qualitat en la indústria dels semiconductors i per a la caracterització de mostres naturals d'aquest planeta i d'altres. Més recentment, aquesta tècnica s'està aplicant a la forense nuclear, i una versió a nanoescala de SIMS, anomenada NanoSIMS, s'ha aplicat a la recerca farmacèutica.
El SIMS es pot utilitzar en el camp forense per desenvolupar empremtes dactilars. Com que el SIMS és un mètode basat en el buit, cal determinar-ne l'ordre d'ús juntament amb altres mètodes d'anàlisi d'empremtes dactilars. Això és degut al fet que la massa de l'empremta digital disminueix significativament després de l'exposició a condicions de buit.